# Lisbeth Trickett
Lisbeth "Libby" Constance Trickett (rođena Lenton, Townsville, 28. siječnja 1985.) je australska plivačica.
Višestruka je olimpijska pobjednica i svjetska prvakinja u plivanju.